# Cansei de Ser Sexy
Cansei de Ser Sexy (CSS) é uma banda brasileira formada em São Paulo em 2003. O grupo foi rotulado como parte da explosão da nova cena new rave do final dos anos 2000. O CSS lança músicas em português e inglês, algo que lhes permitiram atrair um público significativo na anglosfera em seus anos de formação, como quando tornaram-se um dos poucos artistas a brasileiros que entraram na parada Billboard Hot 100 dos Estados Unidos. Em 2011, o membro fundador Adriano Cintra deixou a banda, o que indiretamente levou o CSS a se tornar inativo entre 2013 e 2019. O grupo se reformou sem Cintra em 2019, a princípio planejando apenas fazer um show em São Paulo, mas seu sucesso levou os membros a retornarem em tempo integral.

## História
Formada em setembro de 2003, a banda começou de maneira descomprometida e com exceção do baterista, ninguém sabia tocar direito seus respectivos instrumentos. Destacaram-se após criarem um fotolog (blog de fotos) e aparecerem na Folha de S.Paulo, nas colunas de Lúcio Ribeiro e Érika Palomino.
Em 2004, foram atração do Tim Festival, tocando antes dos aSpeeds e no mesmo palco dos Kraftwerk. No ano seguinte, subiram no palco do Campari Rock, que ainda teve como atração MC5 e os The Kills. No mesmo ano, assinaram com a Trama e lançaram seu primeiro extended play intitulado Em Rotterdam Já É uma Febre, onde incluíram canções usando nomes de celebridades como Jennifer Lopez em "I Wanna Be Your J.Lo" e Paris Hilton em "Meeting Paris Hilton", além de trazer uma regravação em punk rock de Hollywood da cantora Madonna. As canções do trabalho chegaram a ser executadas na rádio do Reino Unido Kiss 100 FM.
Em 2 de janeiro de 2005, lançam de forma independente o segundo EP, A Onda Mortal / Uma Tarde com PJ.

### 2005—2007: Primeiros trabalhos e sucesso internacional
Em 9 de outubro de 2005 é lançado o primeiro álbum de estúdio da banda pela Trama, o homônimo Cansei de Ser Sexy, trazendo um misto de canções antigas e inéditas, de onde foi retirado o sucesso "Superafim", que integrou a trilha sonora do programa Big Brother Brasil 6. Ainda a canção "Meeting Paris Hilton" entrou para a trilha sonora do reality show The Simple Life, estrelado pela própria Paris Hilton. Para promover o trabalho do grupo é lançado em 25 de outubro de 2005 um terceiro EP intitulado CSS SUXXX. O álbum teve distribuição nacional com o suporte de diversas mídias, e ainda trouxe a proposta inovadora de, em uma edição limitada, incluir um CD-R na mesma embalagem. O intuito era o de que o comprador passasse as canções do álbum para seu computador, gravasse o conteúdo no CD-R e presenteasse um amigo, prestando uma homenagem à disseminação de música por meio da Internet. A canção "Computer Heat" fez parte do jogo The Sims 2: Vida Noturna, com uma versão em Simlish. Na segunda metade de 2006, dividiram palcos fora do Brasil com bandas como Ladytron, 1990s e Basement Jaxx, em concertos por países da Europa.

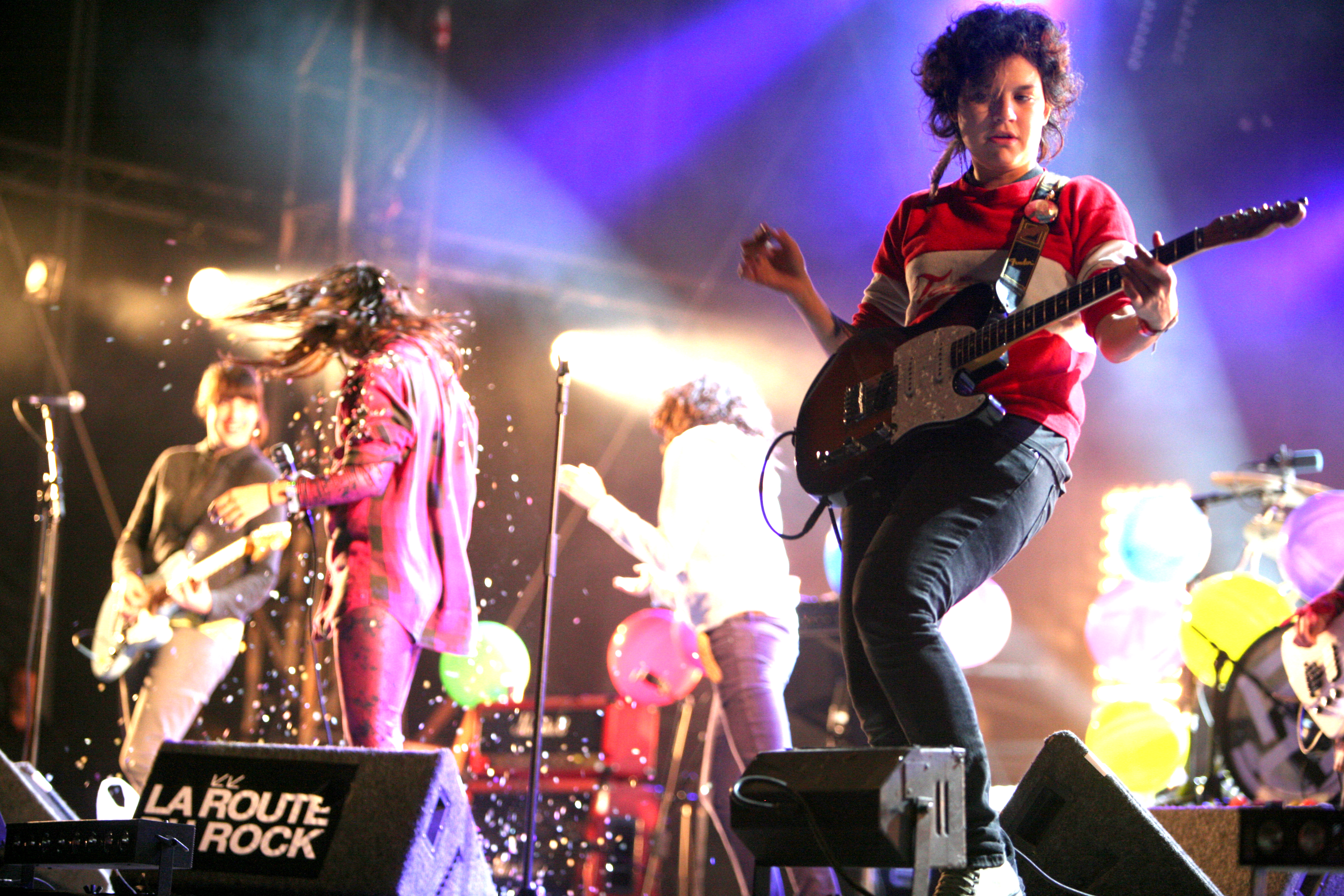
A banda em concerto no Rock en Seine, 2007

Em 11 de julho de 2006, após terem ganho cada vez mais visibilidade internacional, a banda assina com a gravadora Sub Pop e lança uma nova versão do primeiro álbum na Europa e Estados Unidos, retirando as canções em português e adicionando novas em inglês. O álbum alcançou a posição sessenta e nove no Reino Unido, vinte e quatro na Irlanda e nove na Billboard Top Electronic Albums, nos Estados Unidos. O primeiro single "Alala" alcançou a posição oitenta e nove no Reino Unido, cinquenta e um na Irlanda, sendo que "Off the Hook", a segunda faixa trabalhada, pontuou apenas no primeiro país na posição quarenta e três, e "Let's Make Love And Listen To Death From Above", maior sucesso do álbum, alcançou a posição trinta e dois no Reino Unido e trinta e sete na Irlanda. Em 2007, é lançada a faixa "Music Is My Hot Hot Sex" como single final, entrando para a Billboard Hot 100 na posição sessenta e três e no Canadá, onde alcançou a posição doze.
Em maio de 2007, as canções "Alala" e "Off the Hook" foram incluídas na trilha sonora do jogo Forza Motorsport 2 para o Xbox 360, lançado oficialmente no Brasil e nesse mesmo mês a canção "Ódio, Ódio, Ódio, Sorry C." foi incluida na trilha sonora de Need For Speed: ProStreet. Em julho, a banda partiu para uma turnê internacional nos Estados Unidos e Canadá, ao lado do Bonde do Role e do DJ americano Diplo. Em 16 de junho, tocaram em um dos festivais mais populares da atualidade, o O2 Wireless em Londres, para um público de mais de vinte mil pessoas. Em outubro de 2007, Nick Haley, um jovem estudante americano, criou e editou um comercial amador que mostra o iPod Touch, da Apple Inc., com a canção "Music Is My Hot Hot Sex" como plano de fundo. Como a música combinava muito com o produto, a Apple Inc. se interessou e decidiu veicular o anúncio em algumas emissoras de televisão norte-americanas a partir de 4 de novembro. O videoclipe foi o primeiro na história do site Youtube a receber 100 milhões de visitas, o recorde até aquele momento.

### 2008—2010: Donkey e afirmação profissional
Em 2 de abril de 2008, pouco antes de finalizarem o trabalho no novo álbum, Iracema Trevisan, uma das fundadoras e baixista principal do Cansei se Ser Sexy, deixa a banda. Na ocasião, alegou que o grupo estava se tornando sério demais, uma vez que havia sido criado o Cansei se Ser Sexy como forma de divertimento e não seriedade na música. Adriano Cintra, guitarrista e segundo baixista, ocupou o posto de Iracema. Em 22 de julho, é lançado o álbum Donkey, trazendo um som mais dançante. O álbum, que vendeu em torno de 100 mil cópias, alcançou a posição cento e oitenta e nove na Billboard 200e trinta na Billboard Independent Albums, além de vinte e dois na Finlândia, cinquenta e quatro na França, trinta e dois no Reino Unido e trinta e sete na Irlanda,se tornando o trabalho de maior sucesso da banda. 
Em 28 de julho, é lançado o primeiro single do trabalho, "Rat Is Dead (Rage)", disponibilizado para download digital no site oficial da banda na internet, porém não apresentando desempenho nas paradas estrangeiras. O videoclipe foi dirigido por Nima Nourizadeh. A segunda faixa trabalhada, "Left Behind", pontuou em setenta e oito no UK Singles Chart, além alcançar a posição dezoito no Finnish Singles Chart,sendo a primeira canção a entrar para a parada da Finlândia. Como single final do álbum foi lançada a canção "Move", que alcança posição sessenta e nove no Reino Unido e setenta e cinco na Irlanda. A canção "Jager Yoga" foi incluída na trilha sonora oficial do jogo de futebol FIFA 09, assim como "Rat Is Dead" foi incluída no jogo de corrida Midnight Club: Los Angeles que foi lançado no dia 21 de outubro, e "Off the Hook", incluída na trilha sonora oficial o jogo de futebol FIFA 08. A música "Funplex (CSS Remix)" foi incluída na lista de canções do primeiro Just Dance em seu lançamento em novembro de 2009. Música original da banda The B-52's lançada no EP Funplex Remix EP em 2008, contém 4 faixas incluíndo o CSS; "Funplex (CSS Remix)", "Funplex (CSS Extended Remix)" "Funplex (CSS Instrumental) e "Funplex (CSS Edit)".

### 2011—2013:La Liberación,Plantae hiato
Em 2011, após um longo período apenas realizando shows e romperem com a Sub Pop para assinarem com a V2 Records, lançam a canção "Hits Me like A Rock", primeiro single do novo trabalho, música do jogo FIFA 12. O álbum La Liberación é lançado em 22 de agosto de 2011. A canção "City Grrrl" esteve presente em The Sims 3: Pets, com uma versão em Simlish. Em julho de 2012, a música "Funplex (CSS Remix)" foi relançada como DLC apenas para o Xbox 360 no Just Dance 3.

Em 11 de novembro de 2011, Adriano Cintra anunciou a sua saída do grupo. Ele também afirmou que o motivo de sua saída foi devido a problemas de atitude dos outros membros da banda, alegando que eles deixaram a fama subir à cabeça. O músico ainda declarou que não autorizava nenhum deles a continuar usando as músicas compostas por ele em nenhum de seus próximos shows. Também foi relatado que a incompatibilidade musical entre ele e os demais integrantes foi um fator de sua saída. Em novembro de 2012, disponibilizam um nova música chamada “I’ve Seen You Drunk Gurl”. Em 8 de abril de 2013, a banda confirmou via Facebook o novo álbum, chamado Planta, para 11 de junho do mesmo ano. Também foi liberado o primeiro single chamado "Hangover". Segundo Lovefoxxx, a vocalista, Planta foi escrito e gravado em Los Angeles.
"Nos divertimos muito o fazendo e conhecemos pessoas incríveis durante o processo. Nosso primeiro single 'Hangover' é como um verão no espaço para mim. Nós mal podemos esperar para as pessoas ouvirem o álbum!"
Produzido por Dave Sitek, do TV on the Radio, o disco foi negativado pela crítica especializada. Após o lançamento do projeto, o CSS entrou em um hiato que perdurou por 6 anos.

### 2019—presente: Retorno
Após o que foi planejado para ser um show único em São Paulo, o CSS se reformou em 2019. O grupo fez uma turnê pela América do Norte e pelo Reino Unido em 2024 para comemorar o 20º aniversário de sua formação.

## Discografia
| - 2005: Cansei de Ser Sexy - 2006: Cansei de Ser Sexy(versão internacional) - 2008: Donkey - 2011: La Liberación - 2013: Planta | - 2004: Em Rotterdam Já É uma Febre - 2005: A Onda Mortal / Uma Tarde com PJ - 2005: CSS SUXXX - 2008: iTunes Live: London Festival '08 - CSS |

## Integrantes

### Atual
- Lovefoxxx — vocal
- Luiza Sá — guitarra e teclado
- Ana Rezende — guitarra, teclado e gaita
- Carolina Parra — guitarra e bateria

### Ex-integrantes
- Adriano Cintra — produção, bateria, guitarra, baixo e vocal
- Clara Ribeiro — vocal, vocal de apoio
- Maria Helena Zerba — teclado
- Iracema Trevisan — baixo, vocal de apoio